# Pliocercus euryzonus
Pliocercus euryzonus — вид змій родини полозових (Colubridae). Мешкає в Центральній і Південній Америці.

## Підвиди
Виділяють два підвиди:
- Pliocercus euryzonus euryzonus Cope, 1862;
- Pliocercus euryzonus burghardti Smith & Chiszar, 1996.

## Поширення і екологія
Pliocercus euryzonus мешкають в Гондурасі, Нікарагуа, Коста-Риці, Панамі, Колумбії і на крайньому північному заході Еквадору. Вони живуть у вологих рівнинних, гірських і заболочених тропічних лісах, на висоті до 1400 м над рівнем моря. Відкладають яйця.